# 东湾镇 (奇台县)
东湾镇，是中华人民共和国新疆维吾尔自治区昌吉回族自治州奇台县下辖的一个乡镇级行政单位。

## 行政区划
东湾镇下辖以下地区：
根葛尔村、墒户村、中渠村、大泉村和白杨河村。